# Международный аэропорт

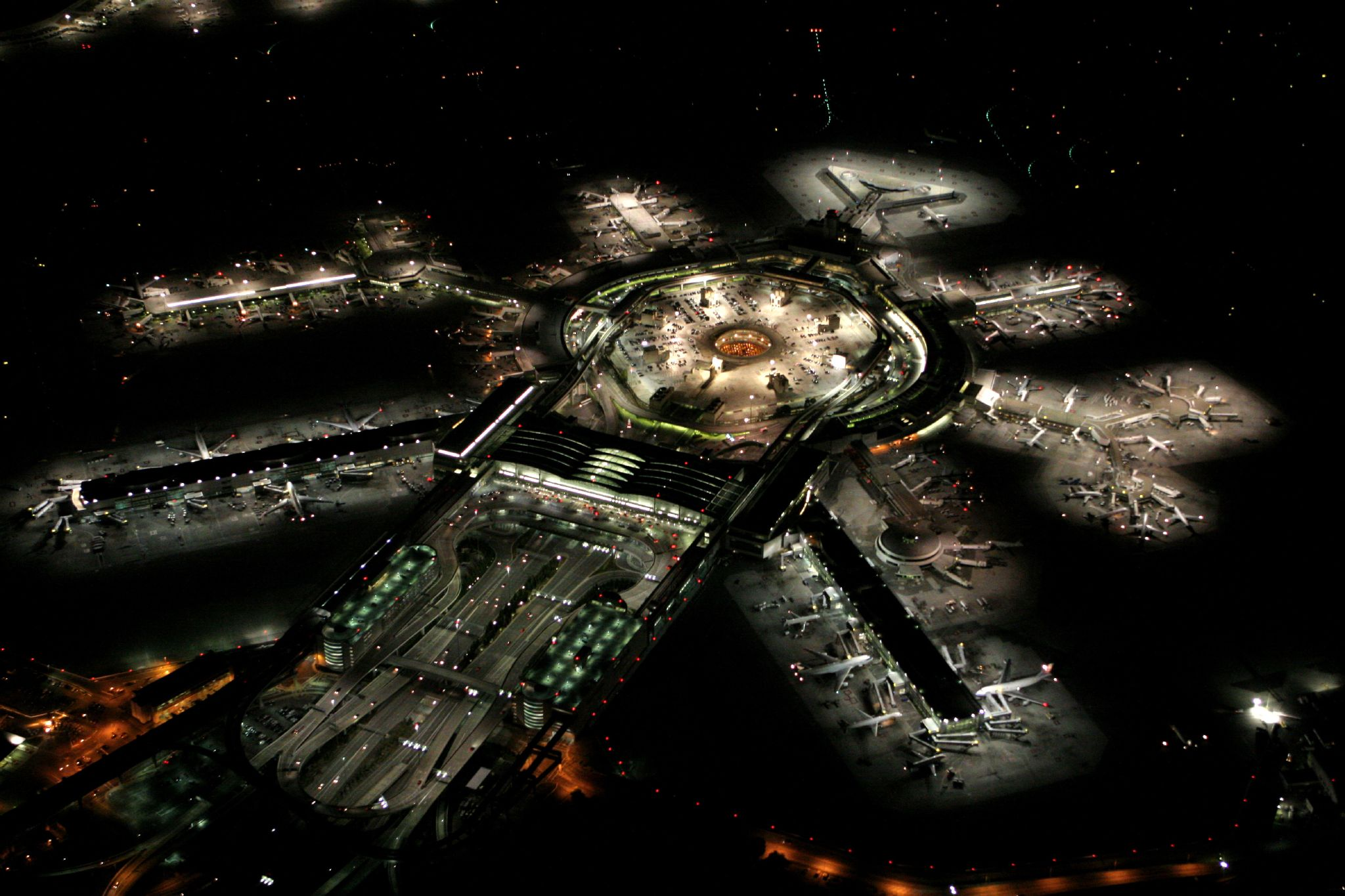
Международный аэропорт Сан-Франциско

Междунаро́дный аэропо́рт — аэропорт, открытый для приёма и отправки международных авиарейсов (как пассажирских, так и грузовых), и имеющий соответствующие объекты таможенного и пограничного контроля. Обычно международные аэропорты крупнее внутренних, а также, как правило, имеют более длинные взлётно-посадочные полосы и необходимое оснащение для обслуживания более тяжёлых самолётов (например, Boeing 747 и Airbus A380), используемых для международных и межконтинентальных перелётов. Международные аэропорты часто также принимают и внутренние рейсы, используясь как транзитный пункт для пассажиров и грузов.

## История
В августе 1919 года аэродром Хаунслоу-Хит в Лондоне, Англия, стал первым аэропортом, который начал обслуживать регулярные международные коммерческие рейсы. Он был закрыт и вытеснен аэропортом Кройдон в марте 1920 года. В 1928 году муниципальный аэропорт Дуглас в Аризоне стал первым международным аэропортом в Америке.
Международные аэропорты иногда служат как военным, так и коммерческим целям. Аэропорт Кантон-Айленд на островах Феникс (Кирибати), например, служил военным аэродромом во время Второй мировой войны, а затем использовался в качестве пункта промежуточной остановки для дозаправки коммерческими самолетами. Авиакомпания Qantas в конце 1950-х годов базировала там штаб наземного экипажа. Появление в начале 1960-х реактивных самолетов, таких как Boeing 707, способных совершать беспосадочные рейсы между Австралией или Новой Зеландией и Гавайями, означало, что остановка для дозаправки больше не нужна, и аэропорт был закрыт для регулярных коммерческих рейсов. Другие международные аэропорты (к примеру, аэропорт Кайтак в Гонконге), были выведены из эксплуатации и заменены, когда перестали удовлетворять потребностям авиаперевозок.

## Особенности

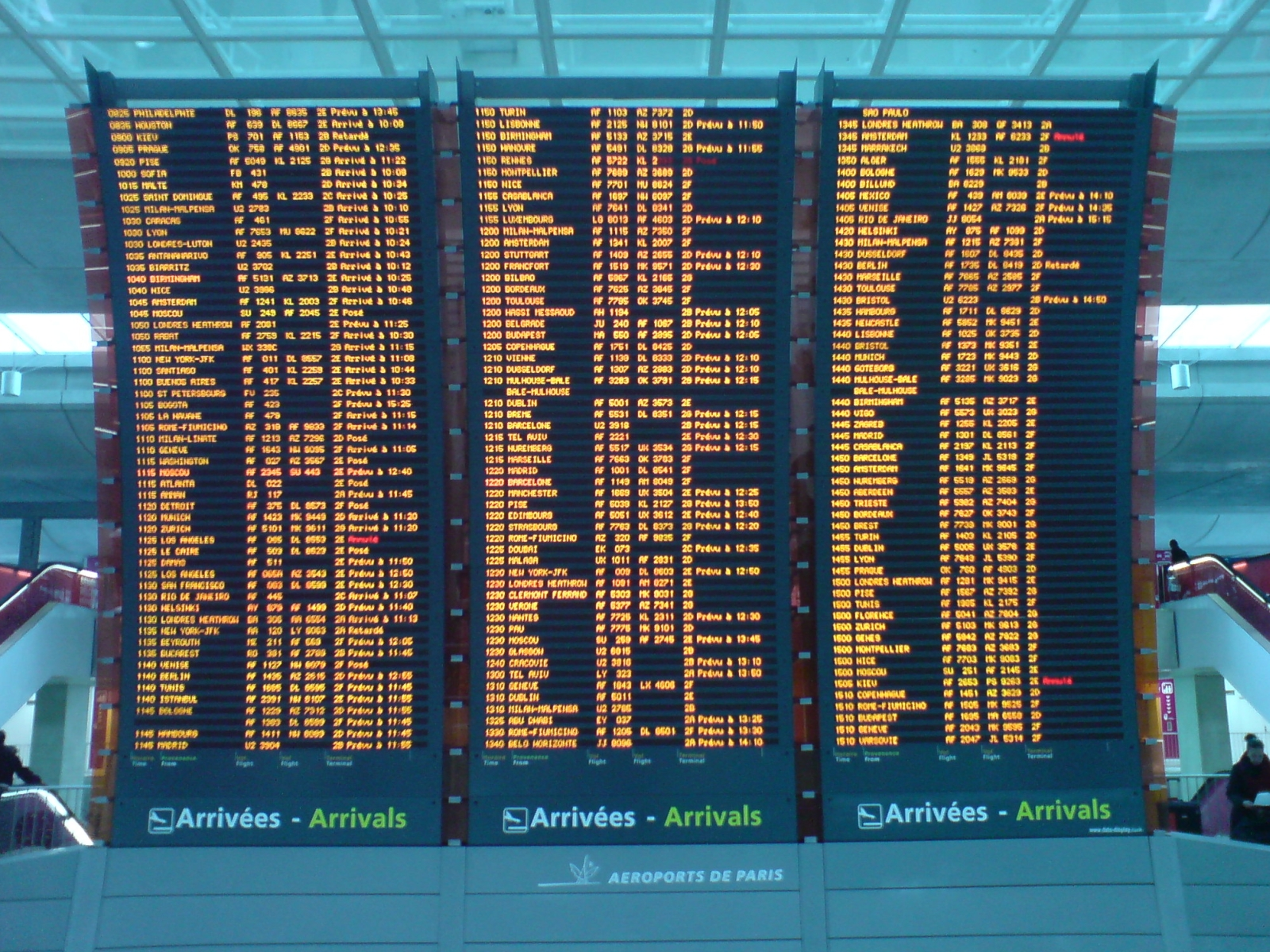
терминала 2 международного аэропорта Париж — Шарль-де-Голль

Строительство и эксплуатация международного аэропорта зависят от сложного набора решений, на которые влияют технологии, политика, экономика и география, а также как местные, так и международные законы. Некоторые международные аэропорты требуют строительства дополнительной инфраструктуры за их пределами. Из-за высокой пропускной способности и загруженности воздушного пространства многие международные аэропорты имеют собственную авиадиспетчерскую службу. В аэропортах, обслуживающих международные рейсы, есть таможенные и иммиграционные службы, которые предоставляют право на въезд.
К числу наиболее важных услуг аэропорта относится дополнительная транспортная инфраструктура, в том числе железнодорожные сети, услуги такси и шаттлов, а также общественные автобусы. Большие площади для парковки автомобилей также типичны для международных аэропортов. Из-за очень большого масштаба международных аэропортов организовываются услуги трансфера для перевозки пассажиров между терминалами. Такие системы работают, например, в сингапурском аэропорту Чанги и аэропорту Цюриха.
Руководству международных аэропортов приходится принимать во внимание широкий спектр факторов, среди которых производительность авиакомпаний, технические требования к воздушным судам, взаимоотношения между аэропортом и авиакомпанией, услуги для пассажиров, безопасность и воздействие на окружающую среду.